# NN-189
La carretera NN-189 es una vía departamental secundaria ubicada en el departamento de Masaya, Nicaragua. Conecta el Empalme Los Cocos sobre la NIC-4B hasta la Rotonda Las Flores en Masaya, próxima a la antigua estación del ferrocarril. Esta carretera fue inaugurada en 2024 y mejora significativamente la conectividad entre zonas urbanas y periféricas de la ciudad de Masaya.

## Trazado y cruces
La siguiente tabla muestra el recorrido aproximado de la carretera NN-189:
| km    | Localidad                    | Departamento | Conexión / Ruta |
| ----- | ---------------------------- | ------------ | --------------- |
| 0.0   | Empalme Los Cocos            | Masaya       | NIC 4B          |
| 6.5   | Barrio San Fernando (Masaya) | Masaya       |                 |
| 12.88 | Rotonda Las Flores           | Masaya       |                 |